# آنمی ولف

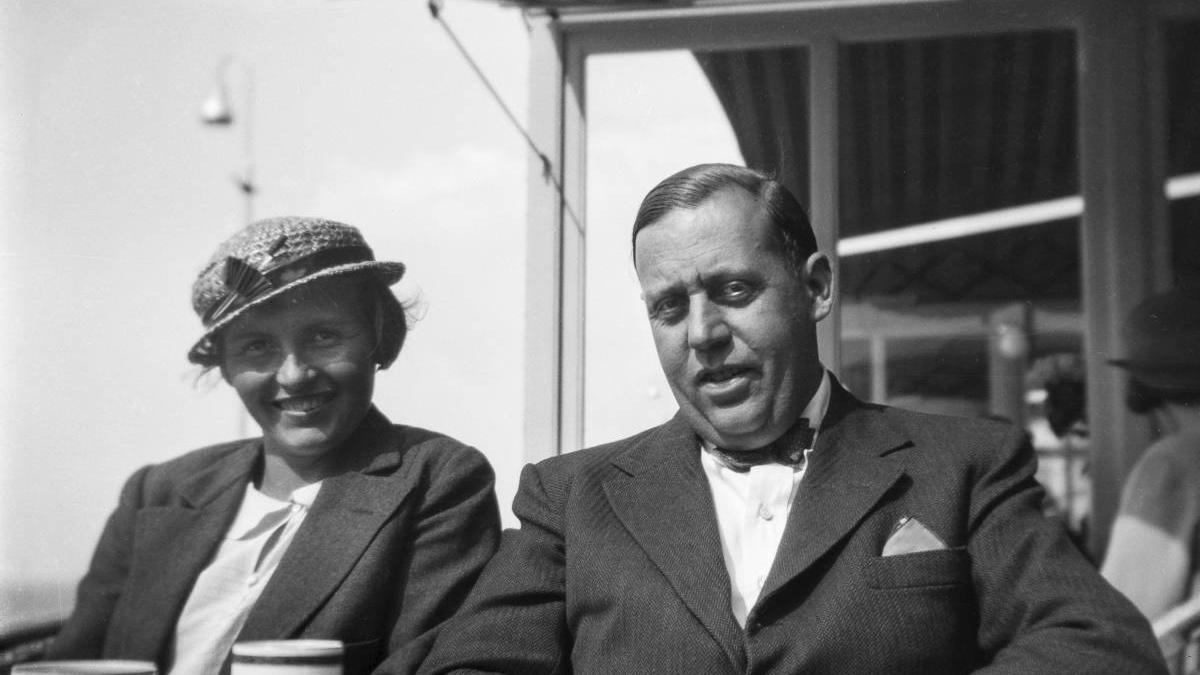
آنمی و هلموت وولف، دهه ۱۹۳۰

آنمی ولف (انگلیسی: Annemie Wolff; ۱ ژانویهٔ ۱۹۰۶ – ۲ فوریهٔ ۱۹۹۴) عکاس اهل پادشاهی هلند بود.

## زندگی‌نامه
در سال ۱۹۳۳، آنمی ولف و همسرش، هلموت ولف معمار یهودی، مونیخ آلمان را به مقصد آمستردام ترک کردند. آنها یک استودیوی عکاسی در ریویرنبورت، منطقه‌ای در جنوب آمستردام که بسیاری از پناهجویان آلمانی در آن مستقر شده بودند، افتتاح کردند. آنها مجله عکاسی کلاینبیلدفوتو را تاسیس کردند و در آن چندین داستان عکس بین‌المللی منتشر کردند و در سال ۱۹۳۹ نمایشگاهی را با تصاویر گرفته شده توسط مشترکان در این مجله ترتیب دادند. پرنس برنهارد از جمله مشترکانی بود که تصاویر نوزادش پرنسس بئاتریکس که بعداً ملکه هلند شد را به اشتراک می‌گذاشت. اصلی‌ترین عکاسی آنها از اداره بندر آمستردام و فرودگاه اسخیپول انجام شد.
در ماه مه ۱۹۴۰، با حمله نازی‌ها به هلند، آنها قصد خودکشی داشتند. هلموت درگذشت اما آنمی زنده ماند. در سال ۱۹۴۳، او عکاسی پرتره را در استودیوی خود ادامه داد.